# ラヴ?
『ラヴ?』（Love?）は、ジェニファー・ロペスの7枚目のアルバム。

## 概要
- 前作『ブレイヴ』から約3年7ヶ月ぶりとなるオリジナル・アルバム。

## 収録曲 (日本盤)
1. オン・ザ・フロア feat. ピットブル／On The Floor feat. Pitbull
2. グッド・ヒット／Good Hit
3. アイム・イントゥ・ユー feat. リル・ウェイン／I'm Into You feat. Lil Wayne
4. ラヴ?／(What Is) LOVE?
5. ラン・ザ・ワールド／Run The World
6. パピ／Papi
7. アンティル・イット・ビーツ・ノー・モア／Until It Beats No More
8. ワン・ラヴ／One Love
9. インヴェイディング・マイ・マインド／Invading My Mind
10. ヴィラン／Villain
11. スターティング・オーヴァー／Starting Over
12. ヒプノディコ／Hypnotico
13. エヴリバディーズ・ガール／Everybody's Girl
14. チャージ・ミー・アップ／Charge Me Up
15. テイク・ケア／Take Care
16. オン・ザ・フロア feat. ピットブル（スペイン語ヴァージョン）／On The Floor (Ven a Bailar) feat. Pitbull
17. オン・ザ・フロア CCW リミックス／On The Floor CCW Remix
日本盤ボーナス・トラック